# 毒鼠磷
毒鼠磷是一种含氮有机磷化合物，化学式C14H13Cl2N2O2PS，为一种乙酰胆碱酯酶抑制剂，能用作灭鼠剂，被美国环境保护局（EPA）列入极度危险物质列表。